# Marvin (film)
Marvin (Marvin ou la belle éducation) è un film del 2017 diretto da Anne Fontaine.

## Produzione
Nel film recita Finnegan Oldfield nei panni di Marvin, un attore gay a Parigi che sta lottando per scrivere ed recitare uno spettacolo teatrale individuale sulla sua infanzia. È noto per un'apparizione di Isabelle Huppert, che interpreta se stessa.

## Distribuzione
Il film è stato presentato alla sezione Orizzonti della 74ª Mostra internazionale d'arte cinematografica di Venezia il 2 settembre 2017, ed ha vinto il Queer Lion.

## Accoglienza

### Botteghini
Girato con un budget di 8,2 milioni di dollari, il film ha incassato 812.000 dollari.

## Riconoscimenti
- 2017 - Mostra internazionale d'arte cinematografica
  - Queer Lion
  - Nomination Venice Horizons Award
- 2018 - Tromsø International Film Festival
  - Nomination Aurora Award
- 2018 - Molodist International Film Festival
  - Nomination Miglior film LGBTQ
- 2018 - Premio Lumiere
  - Nomination Miglior rivelazione maschilea Finnegan Oldfield
- 2018 - Premio César
  - Nomination Migliore promessa maschile a Finnegan Oldfield